# Quốc lộ 10 (Đài Loan)

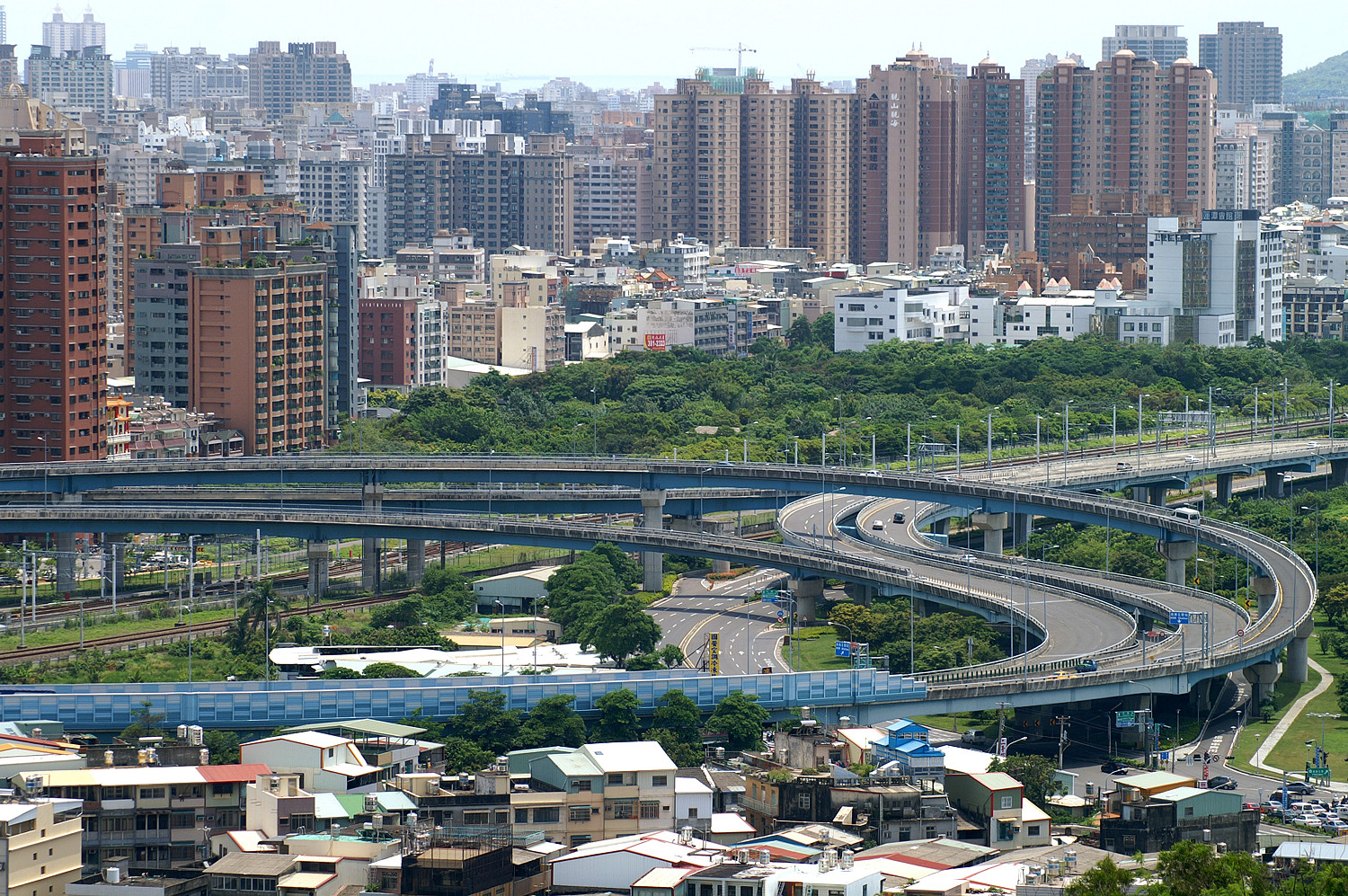
Quốc lộ 10

Quốc lộ 10 (tiếng Trung: 國道10號) là một đường cao tốc ở Đài Loan bắt đầu từ trung tâm Cao Hùng tại nút giao đường Đại Trung (大中路) và đường Ôn Tử (塭子路) và kết thúc tại Kỳ Sơn trên tỉnh lộ 3.

## Độ dài
Tổng độ dài là 33,8 km (21 dặm).

## Làn
Số làn cho mỗi hướng như bên dưới..
- 2 làn:
  - Trạm cuối Tả Doanh - nút giao Dingjin.
  - Nút giao Yên Sào - trạm cuối Kỳ Sơn.
- 3 làn:
  - Nút giao Dingjin - Yên Sào JCT.